# Charisma Records
Pour les articles homonymes, voir Charisma.
Charisma Records est un label discographique britannique de rock progressif, anciennement basé à Londres, actif entre 1969 et 1986. 

## Histoire

Le logo du label représente le Chapelier fou de l'illustrateur britannique John Tenniel.

Le label est fondé par le journaliste Tony Stratton-Smith. Tony Stratton-Smith est un temps manager de The Nice, Bonzo Dog Doo-Dah Band, et plus tard Van der Graaf Generator. Il signe son contrat le plus important avec le groupe Genesis. Charisma Records produit également les albums solos de certains membres de Genesis (notamment Steve Hackett et Peter Gabriel), ainsi que des groupes Atomic Rooster ou Lindisfarne.
Les labels américains Buddah Records et Atlantic Records achètent des parts de la société entre 1973 et 1992. En 1984, Virgin Records rachète Charisma. Après cette acquisition, Charisma continue d’opérer jusqu’en 1992, date à laquelle Virgin Records le dissout à la suite du rachat d’EMI.

## Distribution
Charisma est d'abord produit et distribué au Royaume-Uni par le biais d'un accord de licence avec B&C Records de Lee Gopthal, partageant la série de catalogues de B&C pour les singles et les albums, avant que B&C ne cesse de sortir des disques sur le label B&C, se concentrant alors sur le marketing. Au début de 1972, B&C conclut un accord avec Precision Tapes pour la fabrication et la distribution des albums de Charisma sous forme de cassettes. Depuis le début de 1970, la distribution européenne de Charisma est assurée par Phonogram. Aux États-Unis et au Canada, les enregistrements de Charisma ont d'abord fait l'objet de licences accordées à d'autres labels. Parmi eux, ABC Records et ses filiales Impulse, Probe et Dunhill. Parmi les artistes figurent Van der Graaf Generator et Genesis. Elektra Records aux États-Unis sort des disques des artistes de Charisma Atomic Rooster, Audience, Lindisfarne et Jack the Lad.
En 1971, Charisma conclut un accord de distribution avec Buddah Records et commence à publier des albums sous le label Charisma aux États-Unis. Parmi ceux-ci figurent Pawn Hearts de Van der Graaf Generator et Nursery Cryme, Foxtrot et Genesis Live de Genesis. Atlantic Records publie également des enregistrements Charisma aux États-Unis de 1973 à 1974, y compris de nombreux titres de Genesis. En 1973, Atlantic cesse de distribuer Charisma en Amérique ; en conséquence, aux États-Unis, les groupes de Charisma signent avec différents labels tels que Mercury Records (Van der Graaf Generator) et Arista Records (Monty Python). Les disques de Genesis sont sortis aux États-Unis sous le label Atco Records, filiale d'Atlantic, de 1974 à 1976. En 1976, Charisma signe un nouvel accord de distribution au Royaume-Uni avec Polydor, qui dure jusqu'en 1980. Au Canada, de nombreux albums de Charisma sont distribués par GRT et PolyGram Canada.
Entre 1980 et 1982, Charisma exploite une filiale appelée Pre Records, qui se consacre aux groupes new wave et reggae. La liste de Pre comprenait notamment Scars, Prince Far I, Delta 5, Gregory Isaacs, The Monochrome Set et Congo Ashanti Roy. Pre a également acquis des licences pour les albums de Residents et Tuxedomoon du label américain Ralph Records. En Europe, les albums de Pre ont été publiés sur le label Charisma,.

## Discographie notable
- 1970 : Van der Graaf Generator : The Least We Can Do Is Wave to Each Other
- 1970 : Genesis : Trespass
- 1970 : Jackson Heights : King Progress
- 1970 : Van Der Graaf Generator : H to He, Who Am the Only One
- 1970 : The Nice : Five Bridges Suite
- 1970 : Lindisfarne : Nicely Out of Tune
- 1971 : The Nice : Elegy
- 1971 : Peter Hammill : Fool's Mate
- 1971 : Lindisfarne : Fog on the Tyne
- 1971 : Van Der Graaf Generator : Pawn Hearts
- 1971 : Genesis : Nursery Cryme
- 1972 : Lindisfarne : Dingly Dell
- 1972 : Genesis : Foxtrot
- 1973 : Genesis : Live
- 1973 : Lindisfarne : Live
- 1973 : Clifford T. Ward : Home Thoughts
- 1973 : Peter Hammill : Chameleon in the Shadow of the Night
- 1973 : Alan Hull : Pipe Dream
- 1973 : Genesis : Selling England by the Pound
- 1974 : Peter Hammill : The Silent Corner and the Empty Stage
- 1974 : Genesis : The Lamb Lies Down On Broadway
- 1974 : Refugee : Refugee
- 1974 : Peter Hammill : In Camera
- 1975 : Steve Hackett : Voyage of the Acolyte
- 1975 : Peter Hammill : Nadir's Big Chance
- 1975 : Van Der Graaf Generator : Godbluff
- 1976 : Genesis : A Trick of the Tail
- 1976 : Van Der Graaf Generator : Still Life
- 1976 : The Alan Parsons Project : Tales of Mystery and Imagination
- 1976 : Brand X : Unorthodox Behaviour
- 1976 : Hawkwind : Amazing Sounds, Amazing Music
- 1976 : Van Der Graaf Generator : World Record
- 1976 : Genesis : Wind and Wuthering
- 1977 : Peter Gabriel : Peter Gabriel I
- 1977 : Peter Hammill : Over
- 1977 : Brand X : Moroccan Roll
- 1977 : Van Der Graaf : The Quiet Zone/The Pleasure Dome
- 1977 : Hawkwind : Quark, Strangeness and Charm
- 1977 : Genesis : Seconds Out
- 1978 : Genesis : And then There Were Three
- 1978 : Steve Hackett : Please Don't Touch
- 1978 : Van Der Graaf : Vital
- 1978 : Peter Gabriel : Peter Gabriel II
- 1978 : Peter Hammill : The Future Now
- 1979 : Tony Banks : A Curious Feeling
- 1979 : Peter Hammill : PH7
- 1979 : Steve Hackett : Spectral Mornings
- 1980 : Genesis : Duke
- 1980 : Peter Gabriel : Peter Gabriel III
- 1980 : Steve Hackett : Defector
- 1981 : Steve Hackett : Cured
- 1981 : Genesis : Abacab
- 1982 : Genesis : Three Sides Live
- 1982 : Peter Gabriel : Peter Gabriel IV
- 1983 : Malcolm McLaren : Duck Rock
- 1983 : Peter Gabriel : Plays Live
- 1983 : Genesis  : Genesis
- 1984 : Julian Lennon : Valotte
- 1984 : Peter Hammill : The Love Songs
- 1986 : Peter Gabriel : So
- 1986 : Genesis : Invisible Touch
- 2005 : Van Der Graaf Generator : Present